# Trolltunga
A Trolltunga („Manónyelv”) egy sziklaképződmény, amely körülbelül 1100 méter tengerszint feletti magasságban található Ullensvang településnél, Vestland megyében, Norvégiában. A szikla vízszintesen nyúlik ki a hegyből, mintegy 700 méterrel a Ringedalsvatnet tó északi oldala felett.
A Trolltunga felé vezető túra és maga a sziklaképződmény népszerűsége robbanásszerűen megnőtt az elmúlt években. A megnövekedett népszerűsége a Trolltungát nemzeti ikonná és a régió fő turisztikai attrakciójává tette. 2010-ig évente kevesebb mint 800 ember kirándult a Trolltungára. 2016-ban már több mint 80 000 ember tette meg a 27 kilométeres oda-vissza utat Skjeggedal faluból, így ez Norvégia egyik legnépszerűbb túrája.
Ez egy nagyon nehéz túra, legalább 10 óra durva terepen. Nincsenek menedékhelyek az útvonalon és nincsenek vásárlási helyek. A tervek szerint azonban félúton fognak építeni egy szállást, ahol megpihenhetnek a turisták. Az ösvény mentén két mentőkabin található.

## Geológia
A szikla a prekambriumi alapkőzet része, és az utolsó jégkorszakban alakult ki, körülbelül 10 000 évvel ezelőtt, amikor a gleccser szélei elérték a sziklát. A gleccser vize megfagyott a hegy hasadékaiban, és végül nagy, szögletes tömböket tört le, amelyeket később a gleccser magával vitt. Maga a szikla, egy gneisz, mentén továbbra is mély repedések vannak.

## Elérhetőség
Trolltunga 17 kilométerre található Odda városától. Bergen városa körülbelül 190 kilométerre van.
A túraútvonal kiindulópontja egy kis parkolónál (WC-vel) található, Skjeggedalban, körülbelül 7 kilométerre a 13-as norvég országúttól Tyssedalenben, a Ringedalsvatnet végén lévő gát közelében. Skjeggedal parkolójában a napi díj 500 NOK.
A parkolótól a Trolltungáig és vissza a túra 27 kilométeres, 1100 méter szintemelkedéssel, és körülbelül 10–12 órát vesz igénybe, szünetekkel együtt.

## Túraútvonal
A Skjeggedal parkolója közelében van egy Mågelibanen nevű sikló ami sajnos nem üzemel. A Trolltunga felé vezető ösvény itt kezdődik, a sikló bal oldalán. Az út a terepre festett piros T betűkkel van jelölve, és az útvonalon táblák jelzik a Trolltunga és a Skjeggedali kiindulópont közötti távolságot.
Az első 1,5 kilométeren egészen a Måglitopp-ig az ösvény körülbelül 450 méterrel emelkedik. Innen egy darabon az út lejtése csökken, mielőtt ismét meredek lesz és további 330 métert emelkedik fel Gryteskarettől Trombåskåretig. Ez a szakasz a legmeredekebb szakasz ezen a túrán. Az elmúlt években ezt a szakaszt a nepáli serpák továbbfejlesztették, megkönnyítve ezzel a haladást.
Ezután a 4 kilométeres meredek emelkedő után a parkolóból a következő szakasz lejt a Store Floren felé. Az ösvény Hesteflåene és a kiszáradt Endåno folyón keresztül halad tovább, majd meredekebbé válik Endanutenig és ismét keresztezi a  kiszáradt folyót, Tyssestrengene felé. Innen az ösvény gleccser kátyúk mellett halad el, majd Tysshøl mellett folytatódik, és végül megközelíti a Trolltungát, körülbelül 13,5 kilométerre a Skjeggedali kiindulási ponttól.

## Alternatív kiindulópont
2017-ben megnyílt egy új fizetős út a meredek domboldalon Mågelitopp felé. Lehetővé teszi a járművek számára a Mågelitopp-i fennsík elérését. Nem kell hozzá 4x4-es jármű. A korlátozott parkolóhelyek miatt a maximális kapacitás napi 30 autó. Az utat a szezonban minden nap reggel 6 órakor nyitják meg, és akkor zárják le amikor az első 30 autó áthajtott a kapun. Online foglalás lehetséges, a parkolás itt 600 NOK. Az út a túrázók számára is nyitva áll, alternatívaként a szokásos Skjeggedali kiindulási pont helyett.
Van egy buszjárat is, amely a túrázókat Skjeggedalból Mågelitoppba szállítja. A jegy ára felnőtteknek 130 NOK.

## Terep
A Trolltunga felé vezető út magashegyi terepen halad keresztül, ahol patakok, sodrások, sziklák, iszaptócsák, mocsarak és vízzel ellepett részek találhatók a túra több pontján.
Szeptember végétől júniusig a terepet általában jég és hó borítja. Egy kemény tél után még a nyári szezonban is havas lehet a Trolltunga.

## Évszakok és éghajlat
A Trolltunga, tapasztalt túrázók és vezetett csoportok számára elérhető június közepétől szeptember közepéig, attól függően, hogy tavasszal mikor olvad a hó. Márciusban kezdődik a hótalpas vagy síléc vezetett kirándulások szezonja.
Trolltunga enyhe és párás tengerparti éghajlatú régióban található. Nyáron és ősszel az időjárási viszonyok gyakran gyorsan változnak – a kék égtől a szélig, esőig és sűrű ködig. Nézze meg az időjárás-előrejelzést, és kérdezze meg a helyieket, hogy milyen időjárás várható, mielőtt túrázni indul.
A nagy távolság miatt a Trolltunga felé tartó túrázóknak a nyári szezonban délelőtt 10:00 előtt kell elindulniuk, hogy még sötétedés és hideg előtt visszaérjenek. Szeptemberben ajánlatos legkésőbb 8:00-kor indulni, mivel akkor korábban sötétedik.

## Nehézségi fok
A Norvég Turisztikai Szövetség (Den Norske Turistforening) a túrát "kihívónak" minősíti, amelyhez jó állóképesség, valamint megfelelő túrabakancs és felszerelés szükséges.

## Biztonság
A négy nyári hónapban turisták ezrei keresik fel Trolltungát, ez a szám 2009 és 2016 között jelentősen, évi 500-ról 80 000-re nőtt. A szikla szélén nem építettek biztonsági korlátot, hogy ne sértse a természet szépségét. A sziklára azért pár kis fém kampót szereltek fel támpontként a sziklához való lemászáshoz.
2015. szeptember 5-én egy 24 éves ausztrál nő leesett a Trolltungáról. Ez az első ott feljegyzett haláleset.
Vannak széles körben nyilvánosságra hozott fotók, amelyeken emberek lógnak le a szikláról, vagy kézen állnak rajta. Leggyakrabban ezek manipulált képek. Az elit hegymászó, Magnus Midtbø biztonsági hevederben lógott le a szikláról, de a médiában elterjedt egy olyan verzió, ahol a kötelet törölték.
A Trolltunga elérése és onnan a visszaút egy megerőltető túra, oda-vissza 10-12 órát igényel. Az utóbbi években évente 40 mentési akcióra került sor. Meglepő módon nem a veszélyes szikla, hanem az igényes túra miatt vissza Tyssedalba. Az emberek eltévednek a ködben vagy megsérülnek a túra során, vagy nincs kitartásuk egy ilyen megerőltető túrához.
Vannak hegyőrök, akik útmutatást adnak a turistáknak a Skjeggedali túrára való felkészüléshez és öltözködéshez. Tanácsot és tájékoztatást adnak, de valójában nem tudják megakadályozni, hogy bárki elinduljon a túrán. A mentőakciók száma azonban drasztikusan csökkent a hegyi őrök működésének kezdete óta.
A tervek szerint félúton Trolltunga és Tyssedal között egy kunyhót fognak építeni, amely szállást biztosít a Trolltungára túrázóknak.

## Környező táj
A szikla a Hardanger régió völgyeire néz. A sziklát körülvevő hegyek akár 1500 méteres magasságot is elérhetnek. Néhány dombtetőn síkság található, amelyeket tavak tarkítanak. Egyes területeken hófoltok vannak jelen, még a nyári hónapokban is. A turisták erős igénybevétele miatt a Trolltunga felé vezető ösvény egy nyári eső után gyorsan sártengerré válik.

## Galéria

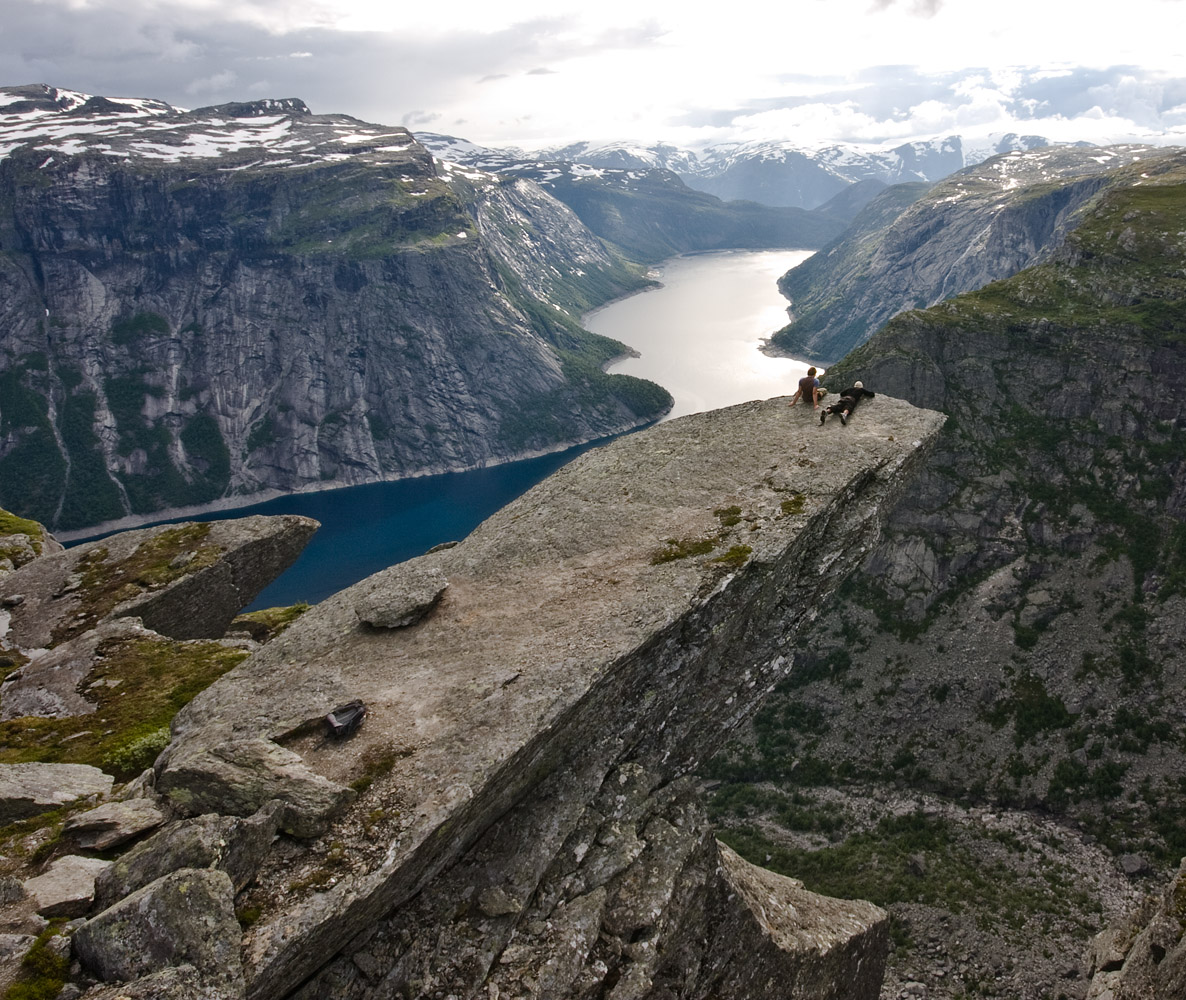
Trolltunga (2008)
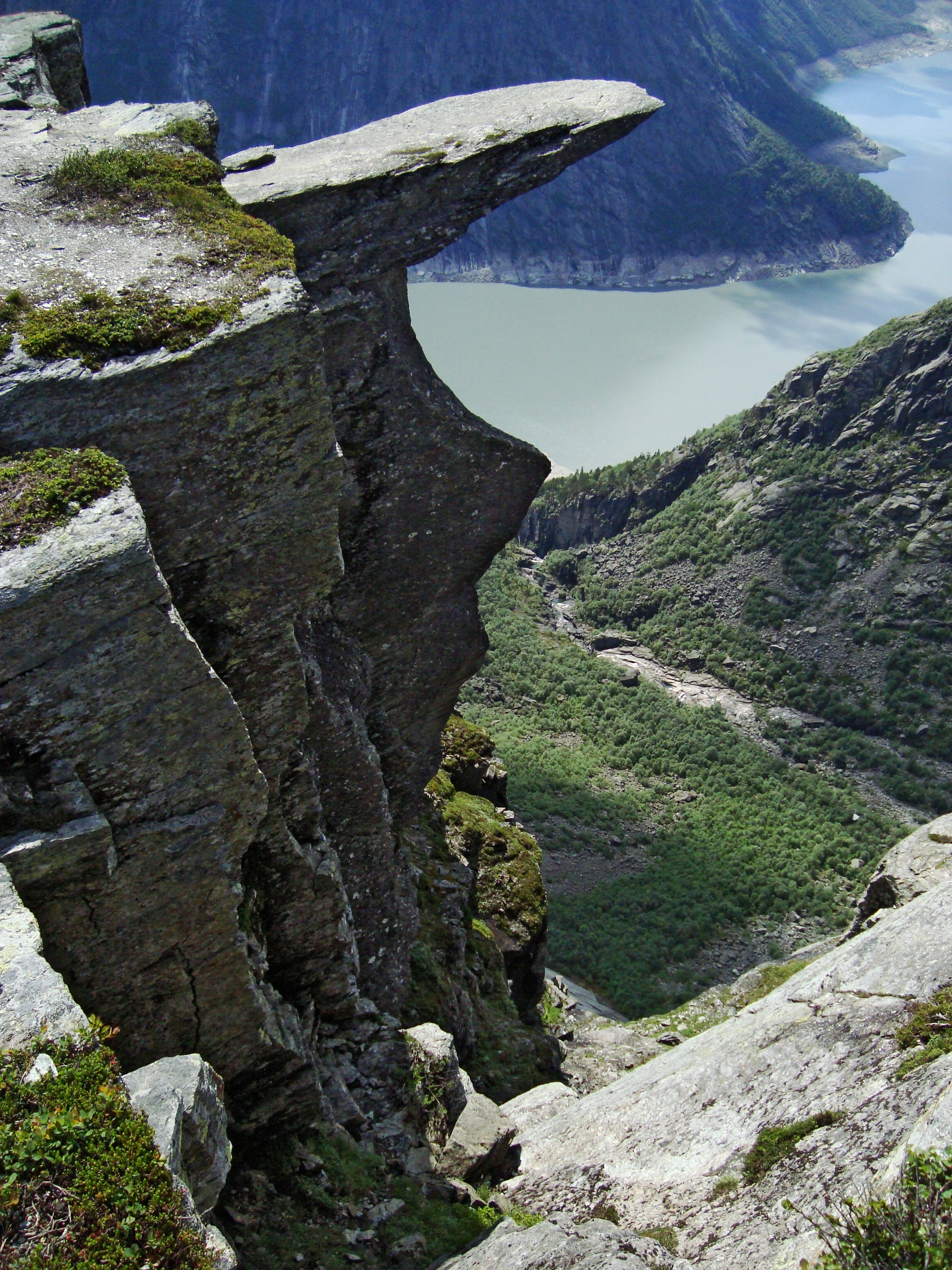
Trolltunga (2011)
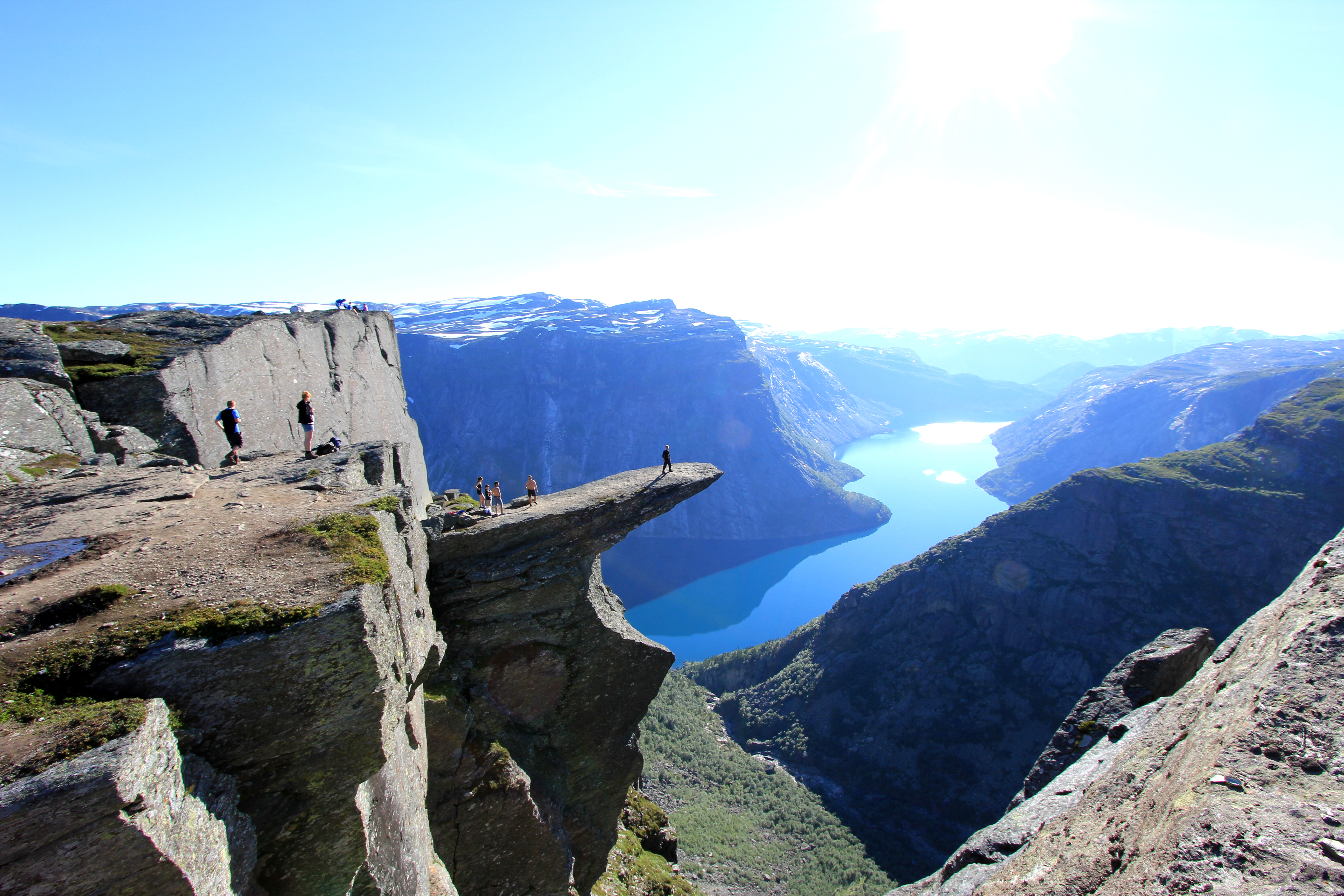
Trolltunga (2012)
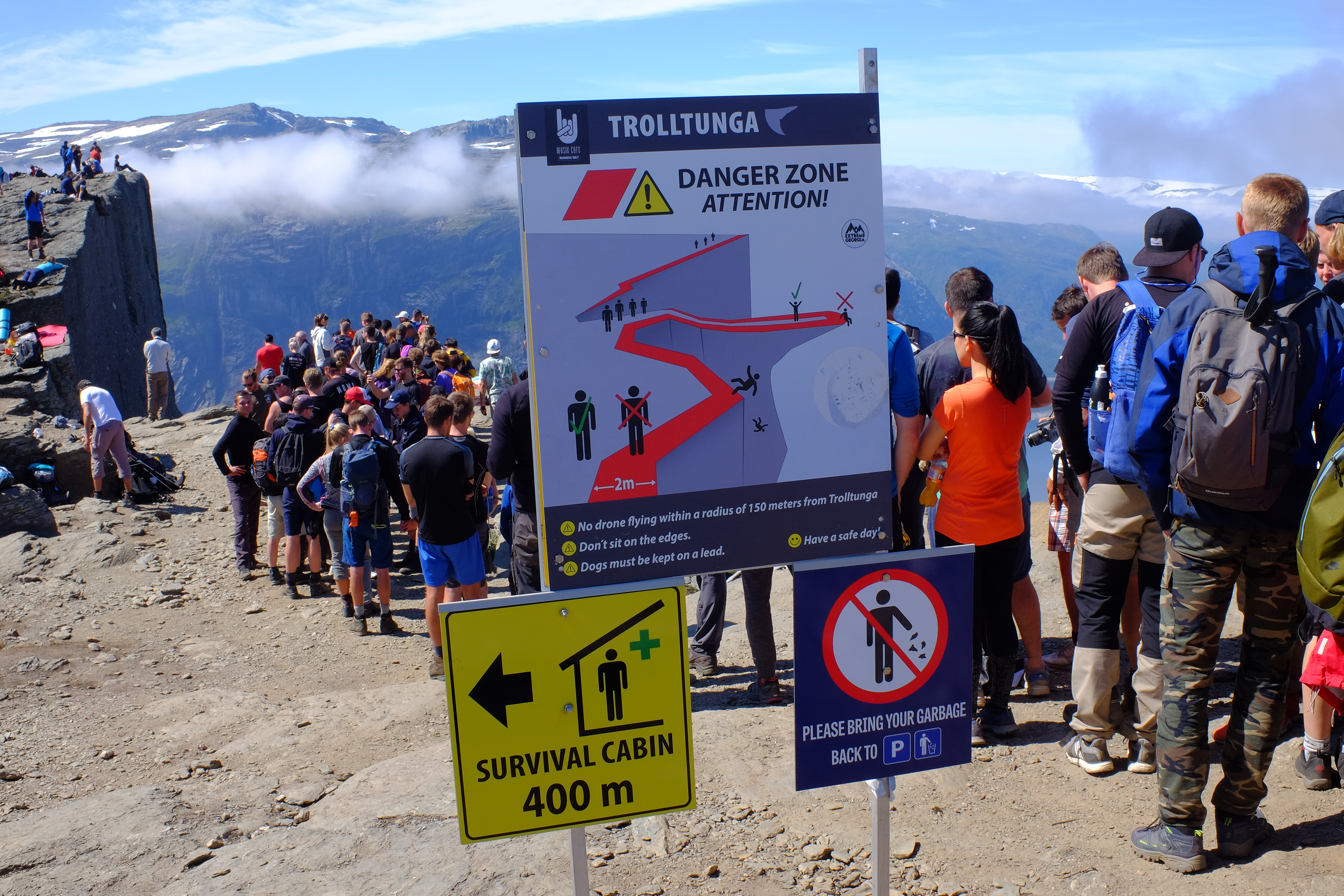
A Trolltungára való túrázás veszélyeire figyelmeztető táblák
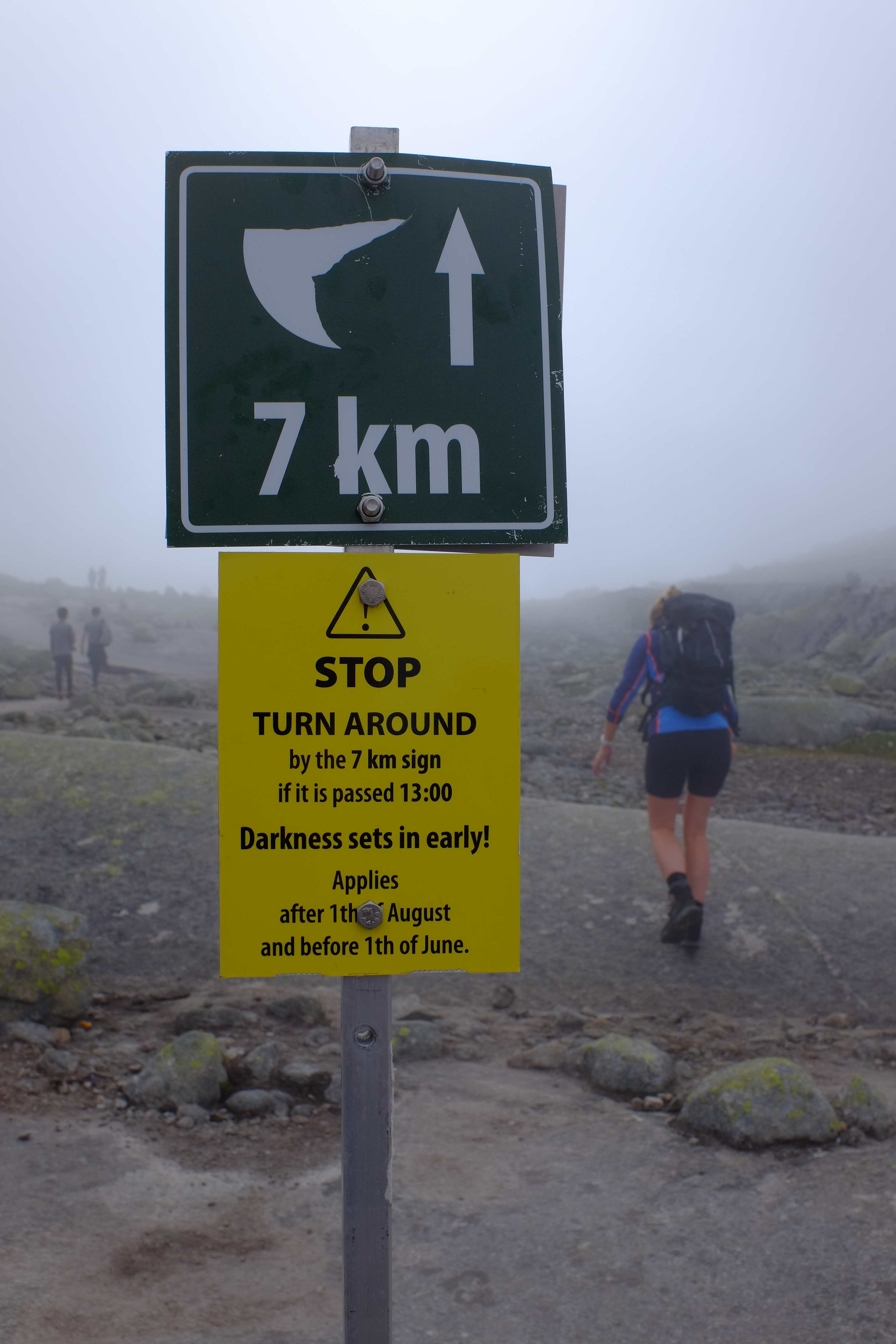
A tábla arra figyelmeztet, hogy korán sötétedik

## Fordítás
- Ez a szócikk részben vagy egészben  a   Trolltunga című angol Wikipédia-szócikk fordításán alapul.  Az eredeti cikk szerkesztőit annak laptörténete sorolja fel. Ez a jelzés csupán a megfogalmazás eredetét és a szerzői jogokat jelzi, nem szolgál a cikkben szereplő információk forrásmegjelöléseként.